# Сергей Влахов
Сергей Влахов е един от най-изтъкнатите български специалисти по теория и практика на превода.

## Биография
Роден е през 1917 г. в Ростов на Дон в семейство на бесарабски българи. Когато е 3-годишен, семейството му се връща в България и се установява в София. Отначало учи в немско училище, а впоследствие в известното училище на Кузмина, където изучава руски и френски. През 1936 г. завършва Американския колеж, а през 1940 Юридическия факултет на Софийския университет. Впоследствие работи като библиотекар и преподавател по руски език. Занимава се с научни изследвания в областта на филологията и лингвистиката. Починал на 94-годишна възраст в София.
Съосновател е на Съюза на преводачите в България. Заедно със Сидер Флорин е автор на „Непреводимото в превода“. Съавтор и редактор на „Руско-български речник“ и „Руско-български фразеологичен речник“. Създател на енциклопедичния речник „От Авгий до Яфет“, на многоезичен съпоставителен речник на пословици и много други справочни издания и научни статии.